# Ryan Papenhuyzen

a Compétitions nationales et continentales officielles uniquement.

b Matchs officiels uniquement.
Ryan Papenhuyzen, né le 10 juin 1998 à Sydney (Australie), est un joueur australien de rugby à XIII évoluant au poste d'arrière dans les années 2010 et 2020.
Natif de Sydney, Ryan Papenhuyzen s'essaie au rugby à XIII et XV durant sa jeunesse avant d'opter pour le premier. Il termine sa formation junior aux Wests Tigers puis signe pour le Melbourne Storm. Il fait ses débuts en National Rugby League (« NRL ») avec le Storm de Melbourne lors de la saison 2019 et remporte le titre l'année suivante en 2020 en étant désigné meilleur joueur de la finale. Il s'inscrit alors dans le long terme au sein de ce club dans la volonté de regagner un titre, disputant une seconde finale en 2024 perdue contre les Penrith Panthers.
Il ne compte à ce jour aucune sélection en équipe d'Australie ou de Nouvelle-Galles du Sud en raison de la concurrence incarnée par James Tedesco, arrière référence dans ces deux sélections. Toutefois, il remporte la Coupe du monde de rugby à 9 en 2019 avec l'Australie.

## Biographie
Ryan Papenhuyzen naît à Sydney en Australie et a un ascendance néerlandaise. Il grandit à Kellyville et est sélectionné dans l'équipe scolaire australien de rugby à XIII. Il intègre également l'Université catholique australienne dans le cadre de ses études et le club de Balmain junior en rugby à XIII.
Il rejoint ensuite l'équipe junior des Wests Tigers mais ce dernier le laisse de rejoindre Melbourne fin 2017 pensant que James Tedesco resterait aux Tigers, tandis qu'à Melbourne Billy Slater envisageait de prendre sa retraite prochainement. Grand espoir, il prend part par ailleurs au State of Origin des moins de vingt ans en 2018.
En 2019, il fait ses débuts en National Rugby League en tant que suppléant au poste d'arrière derrière Jahrome Hughes désigné successeur de Billy Slater, mais au fil de la saison Papenhuyzen s'y impose titulaire à ce poste, Hughes étant à la charnière au poste de demi de mêlée. Il prend part en fin de saison à la Coupe du monde de rugby à neuf 2019 avec l'Australie à neuf et avec son club atteint la finale préliminaire de NRL après avoir remporté la saison régulière. Il est définitivement installé à son poste d'arrière à Melbourne en 2020 prenant part à tous les matchs en étant très régulier, Melbourne remporte la NRL où Papenhuyzen est désigné meilleur joueur de la finale.

## Palmarès
- Collectif :
  - Vainqueur de la National Rugby League : 2020 (Melbourne).
  - Vainqueur de la Coupe du monde de rugby à neuf : 2019 (Australie).
  - Finaliste de la National Rugby League : 2024 (Melbourne).

- Individuel :
  - Élu meilleur joueur de la finale de la National Rugby League : 2020 (Melbourne).

### Détails en club
| Saison | Saison          | Championnat | Championnat  | Championnat | Championnat | Championnat | Championnat | Championnat | State of Origin | State of Origin | State of Origin | State of Origin | State of Origin | State of Origin | State of Origin | Sélection | Sélection | Sélection | Sélection | Sélection | Sélection | Sélection |
| Saison | Saison          | Comp.       | Class.       | M           | Pts         | Ess.        | Buts        | Dp.         | Ed.             | Rés.            | M               | Pts             | Ess.            | Buts            | Dp.             | Compet.   | M         | Pts       | Ess.      | Buts      | Dp.       |           |
| ------ | --------------- | ----------- | ------------ | ----------- | ----------- | ----------- | ----------- | ----------- | --------------- | --------------- | --------------- | --------------- | --------------- | --------------- | --------------- | --------- | --------- | --------- | --------- | --------- | --------- | --------- |
| 2019   | Melbourne Storm | NRL         | Finale prél. | 22          | 40          | 9           | 2           | -           |                 |                 |                 |                 |                 |                 |                 |           |           |           |           |           |           |           |
| 2020   | Melbourne Storm | NRL         | Champion     | 20          | 53          | 11          | 4           | 1           |                 |                 |                 |                 |                 |                 |                 |           |           |           |           |           |           |           |
| 2021   | Melbourne Storm | NRL         | Finale prél. | 15          | 157         | 14          | 49          | 2           |                 |                 |                 |                 |                 |                 |                 |           |           |           |           |           |           |           |
| 2022   | Melbourne Storm | NRL         | 1er tour     | 12          | 139         | 14          | 41          | 1           |                 |                 |                 |                 |                 |                 |                 |           |           |           |           |           |           |           |
| 2023   | Melbourne Storm | NRL         | Finale prél. | 3           | 12          | 1           | 4           | -           |                 |                 |                 |                 |                 |                 |                 |           |           |           |           |           |           |           |
| 2024   | Melbourne Storm | NRL         | Finaliste    | 20          | 53          | 13          | -           | 1           |                 |                 |                 |                 |                 |                 |                 |           |           |           |           |           |           |           |
| 2025   | Melbourne Storm | NRL         |              | 4           | 20          | 4           | 2           | -           |                 |                 |                 |                 |                 |                 |                 |           |           |           |           |           |           |           |